# Chiesa di San Francesco d'Assisi (Cerignola)
La chiesa di San Francesco d'Assisi, sita nel borgo antico di Cerignola (Terra Vecchia), è la chiesa madre ed è probabilmente l'edificio di culto più vecchio della città. È stata la cattedrale fino alla costruzione della basilica minore di San Pietro Apostolo ("duomo Tonti").

## Storia
La chiesa sin dalla sua costruzione fu intitolata all'apostolo Pietro e mantenne questo titolo fino al 1934, anno in cui questo passò al "duomo Tonti" e in cui la chiesa fu intitolata a san Francesco d'Assisi. La sua costruzione probabilmente risale all'XI-XII secolo, come testimoniato da un'iscrizione collocata all'ingresso, che riguarda la sepoltura, avvenuta nel 1200 di un certo Goffridus, figlio di Lupos militis (Lupo soldato). Quest'ultimo donò molti beni alla chiesa e ne pagò i lavori di rifacimento.
Un'ulteriore testimonianza dell'antichità della struttura è fornita sia dalle linee architettoniche, sia dalle numerose lapidi dedicate a i vari arcipreti nullius. I lavori di ampliamento risalgono al 1819, e da allora sino al 1975 la chiesa non ha subìto particolari cambiamenti.

## Architettura

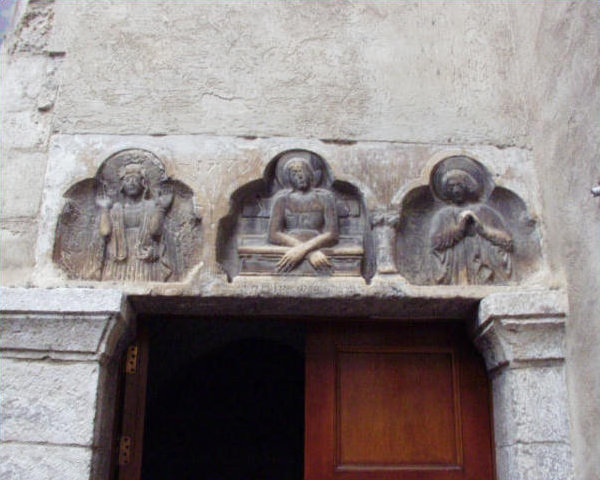
Cimitero degli assassinati, particolare dei bassorilievi su l'architrave della porta.

L'ingresso principale, costruito dove prima sorgeva l'area presbiteriale, conduce all'interno dell'edificio, suddiviso apparentemente in tre navate: in realtà l'interno è costituito da una navata maggiore e da una navata minore sinistra , a cui si aggiungono una serie di ambienti e cappelle nella parte destra, tra i quali si erge la parte inferiore del campanile.
Esternamente, a ridosso di questi ambienti, si trovano i locali della sacrestia. Particolare sono le sagome ottagonali esterne (tamburi e coperture a otto falde) delle sei cupole. Cinque di queste sono sormontate da un motivo ornamentale a forma di pigna, mentre la cupola mediana della navata maggiore è sormontata da un'aquila di pietra, con il petto orientato ad ovest e con una figura umana sul dorso.

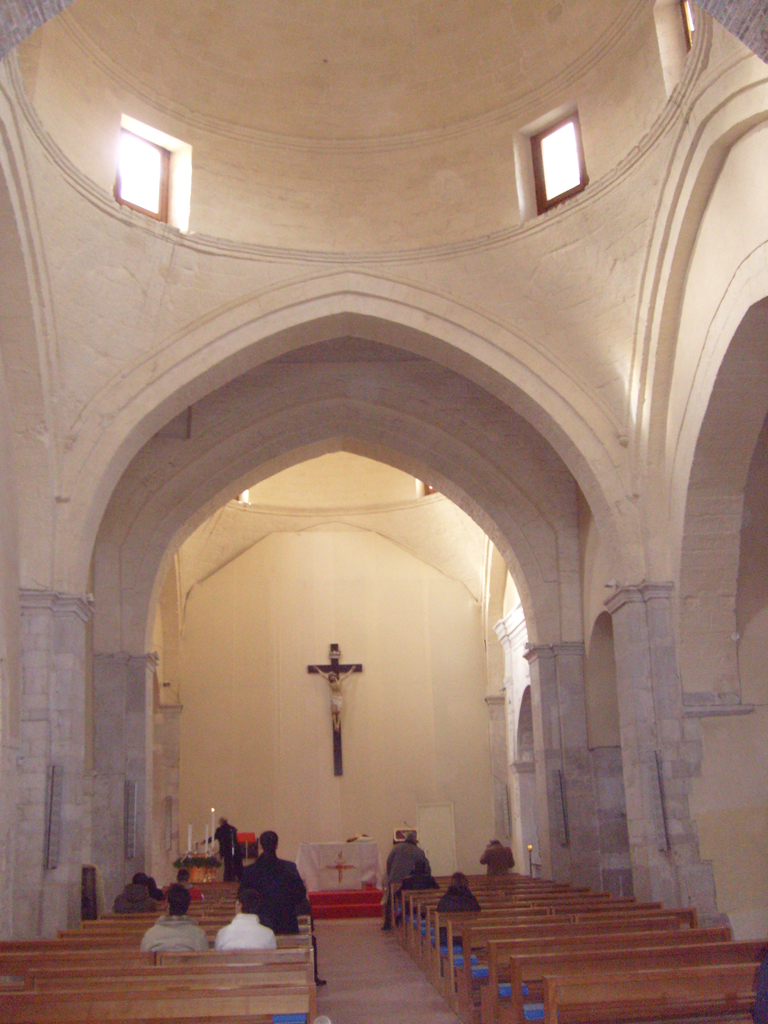
Navata centrale.
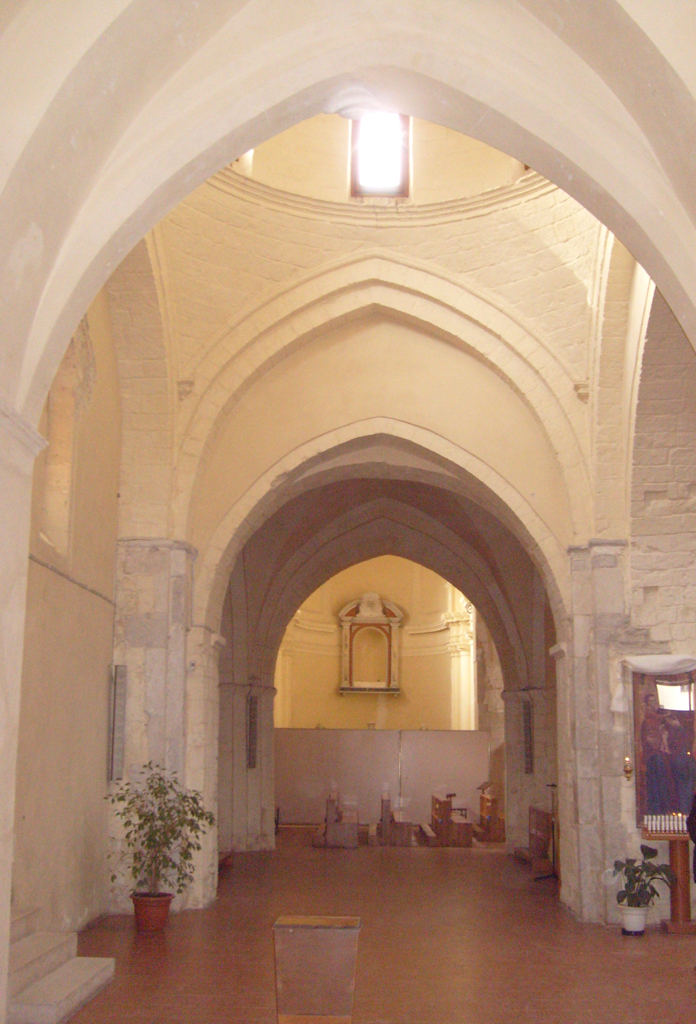
Navata laterale sinistra
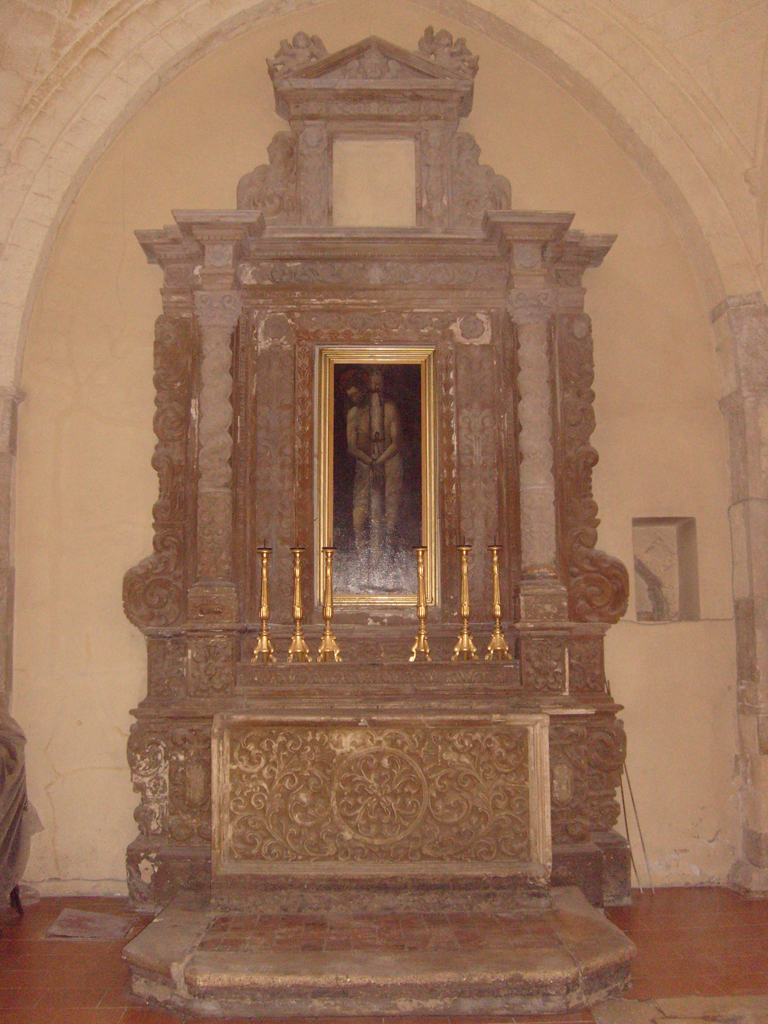
Ambienti e cappelle sul lato destro, particolare.
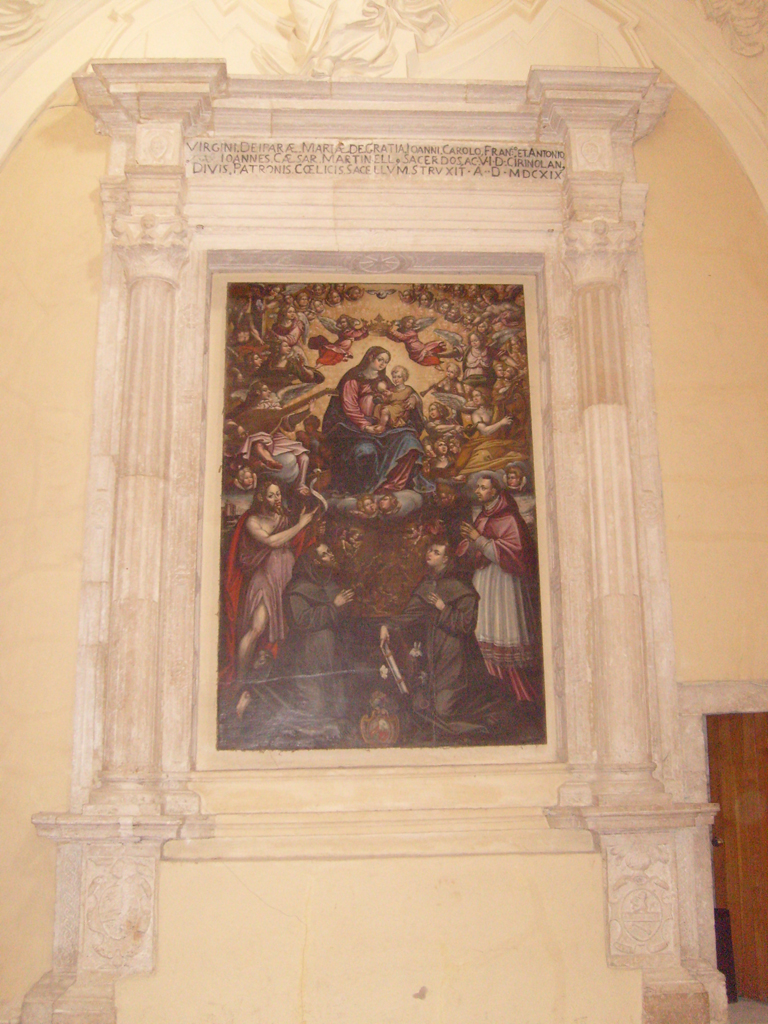
Ambienti e cappelle sul lato destro, particolare.
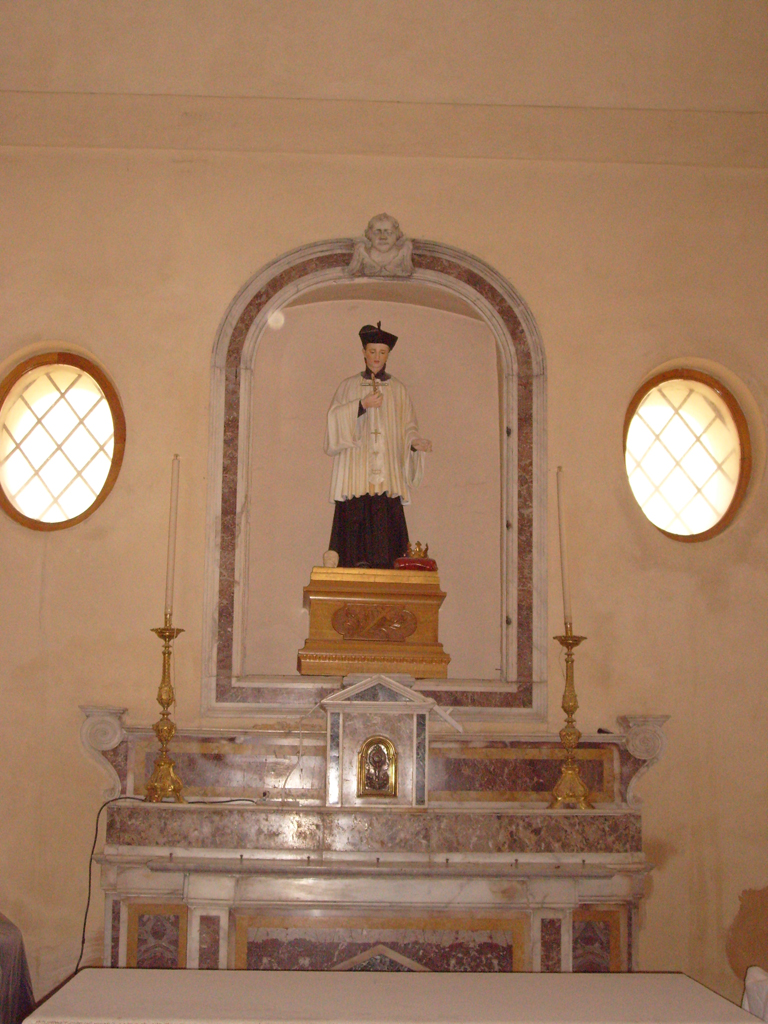
Ambienti e cappelle sul lato destro, particolare.
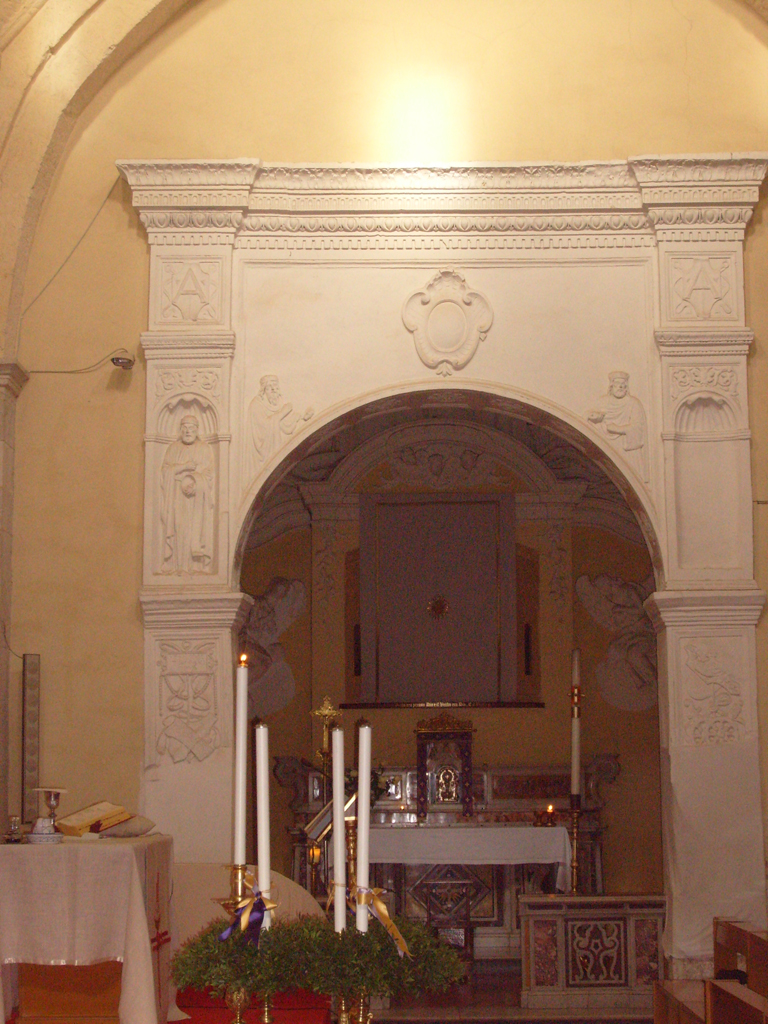
Ambienti e cappelle sul lato destro, particolare.
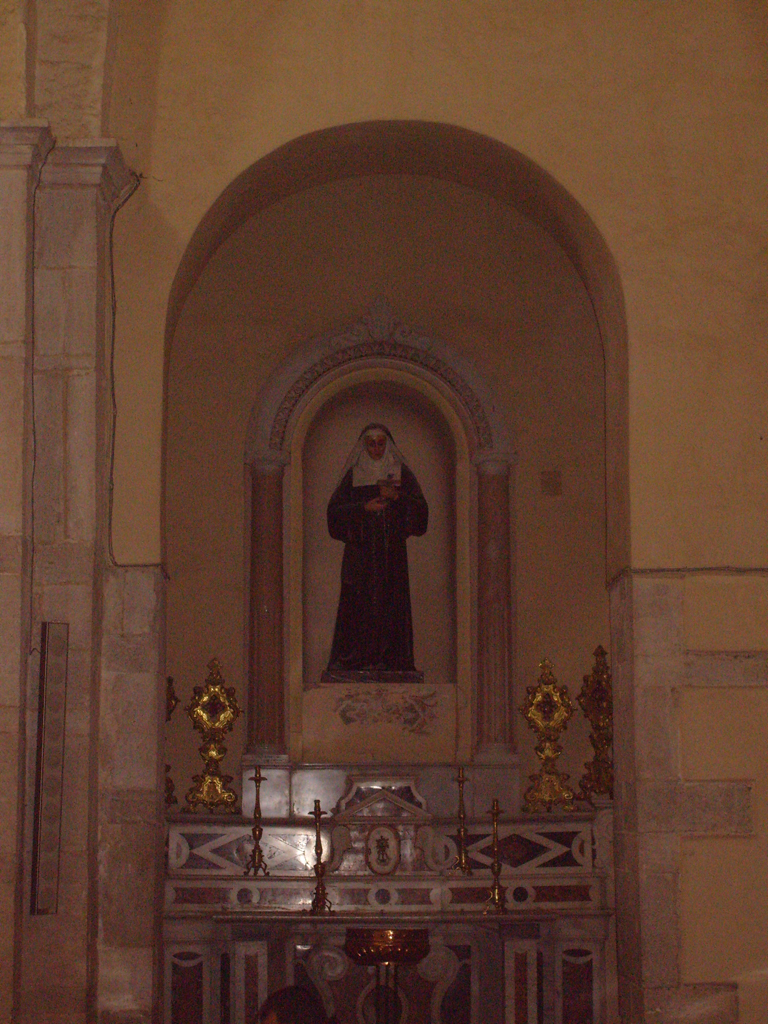
Ambienti e cappelle sul lato destro, particolare.
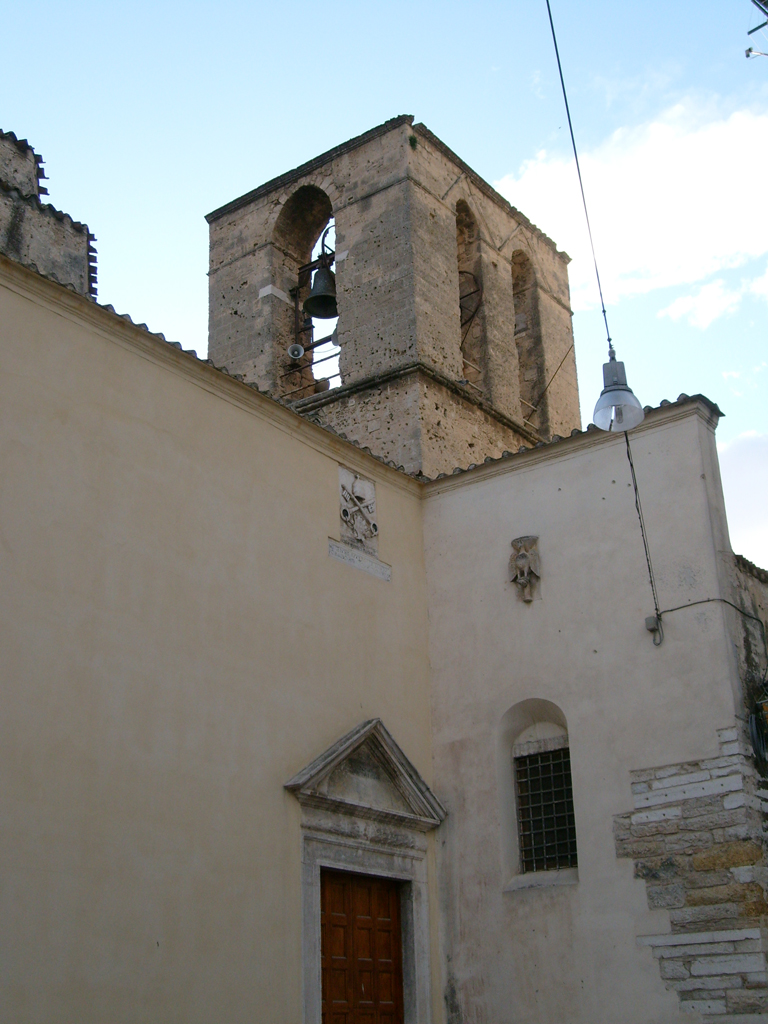
Campanile.
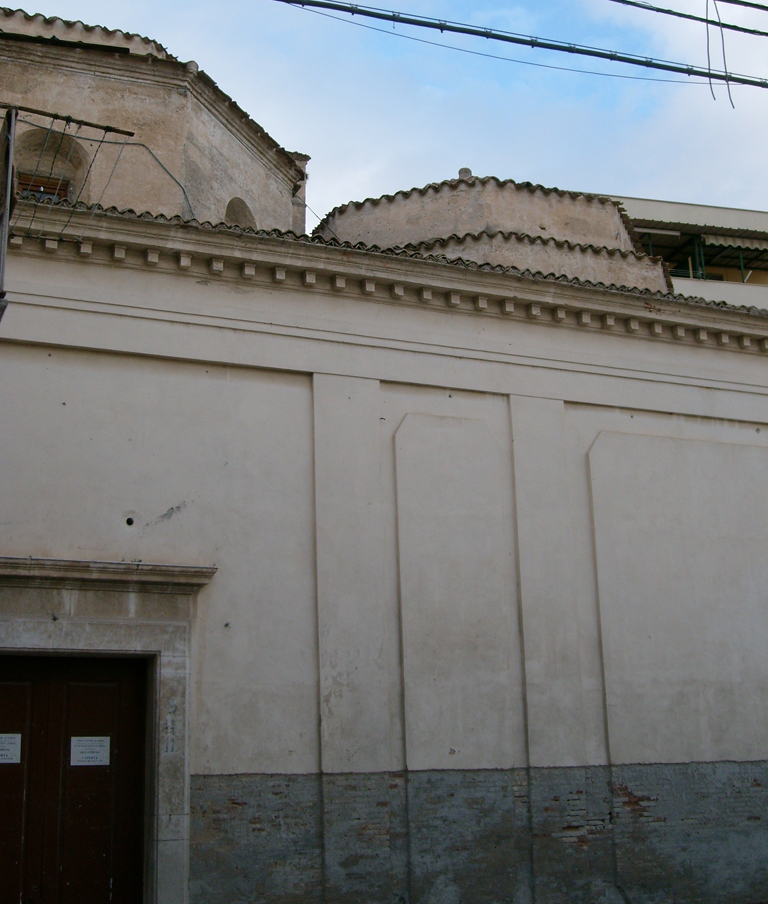
Particolare delle coperture ottagonali delle cupole.
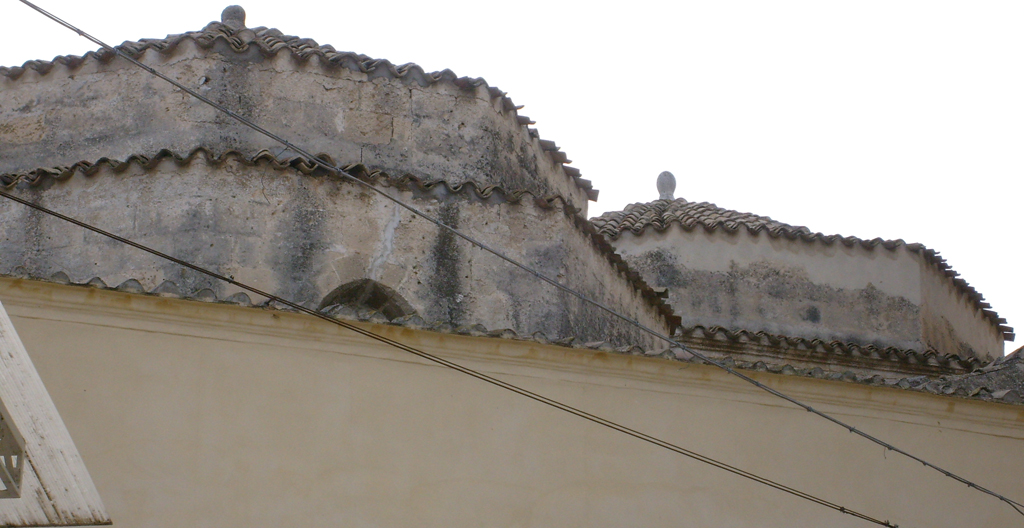
Motivo decorativo a forma di pigna.